# Эскобар, Рикардо
Рикардо Антонио Эскобар Акунья (исп. Ricardo Antonio Escobar Acuña; род. 30 марта 1998 года, Сантьяго, Чили) — чилийский футболист, играющий на позиции полузащитника. Ныне выступает за чилийский клуб «Аудакс Итальяно».

## Клубная карьера
Эскобар — воспитанник чилийского клуба «Аудакс Итальяно». С 2016 года является игроком основной команды. 28 ноября 2016 года дебютировал в поединке чилийского чемпионата против «Универсидад де Чили», выйдя в стартовом составе и будучи заменённым после перерыва на Хорхе Фаундеса.